# Koleśne
Koleśne – wieś w Polsce położona w województwie podlaskim, w powiecie białostockim, w gminie Michałowo.
Według Powszechnego Spisu Ludności przeprowadzonego w 1921 roku Koleśne zamieszkiwane były przez 25 osób w 7-u domach, wszyscy mieszkańcy wsi zadeklarowali wówczas białoruską przynależność narodową oraz wyznanie prawosławne. W okresie międzywojennym wieś znajdowała się w powiecie wołkowyskim w gminie Tarnopol. 
W latach 1975–1998 miejscowość administracyjnie należała do województwa białostockiego.
W strukturze Kościoła prawosławnego miejscowość podlega parafii pw. św. Jana Chrzciciela w Nowej Woli, a wierni kościoła rzymskokatolickiego należą do parafii pw. Wniebowzięcia Najświętszej Maryi Panny i św. Stanisława Biskupa i Męczennika w Narwi.